# Hein Thiha Zaw
Hein Thiha Zaw (* 1. August 1995 in Rangun) ist ein myanmarischer Fußballspieler.

## Karriere

### Verein
Hein Thiha Zaw erlernte das Fußballspielen in der Jugendmannschaft vom Yadanarbon FC. Der Verein aus Mandalay spielte in der ersten Liga, der Myanmar National League. 2013 wechselte er zum Ligakonkurrenten Ayeyawady United nach Pathein. 2014 und 2015 gewann er mit Ayeyawady den General Aung San Shield. Im Endspiel 2014 besiegte man den Nay Pyi Taw FC mit 2:1, das Finale 2015 gewann man mit 2:1 gegen Yadanarbon FC. Das Spiel um den MFF Charity Cup 2015 gewann man gegen Yadanarbon FC mit 1:0. 2016 wechselte er zum ebenfalls in der ersten Liga spielenden Shan United. Mit dem Verein aus Taunggyi feierte er 2017, 2019 und 2020 die myanmarische Fußballmeisterschaft. Im Finale des General Aung San Shield stand er mit Shan im Jahr 2017. Das Endspiel gegen Yangon United gewann man mit 2:1. Das Finale 2019 verlor man gegen Yangon United im Elfmeterschießen. Den MFF Charity Cup gewann er mit Shan 2019 und 2020. Die beiden Spiele gewann man gegen Yangon United. 2019 gewann man im Elfmeterschießen, 2020 siegte man mit 2:1.

### Nationalmannschaft
Hein Thiha Zaw spielt seit 2015 für die myanmarische Nationalmannschaft.

## Erfolge
Ayeyawady United
- General Aung San Shield: 2014, 2015
- MFF Charity Cup: 2015

Shan United
- Myanmar National League: 2017, 2019, 2020
- MFF Charity Cup: 2019, 2020